# Русская народная сказка

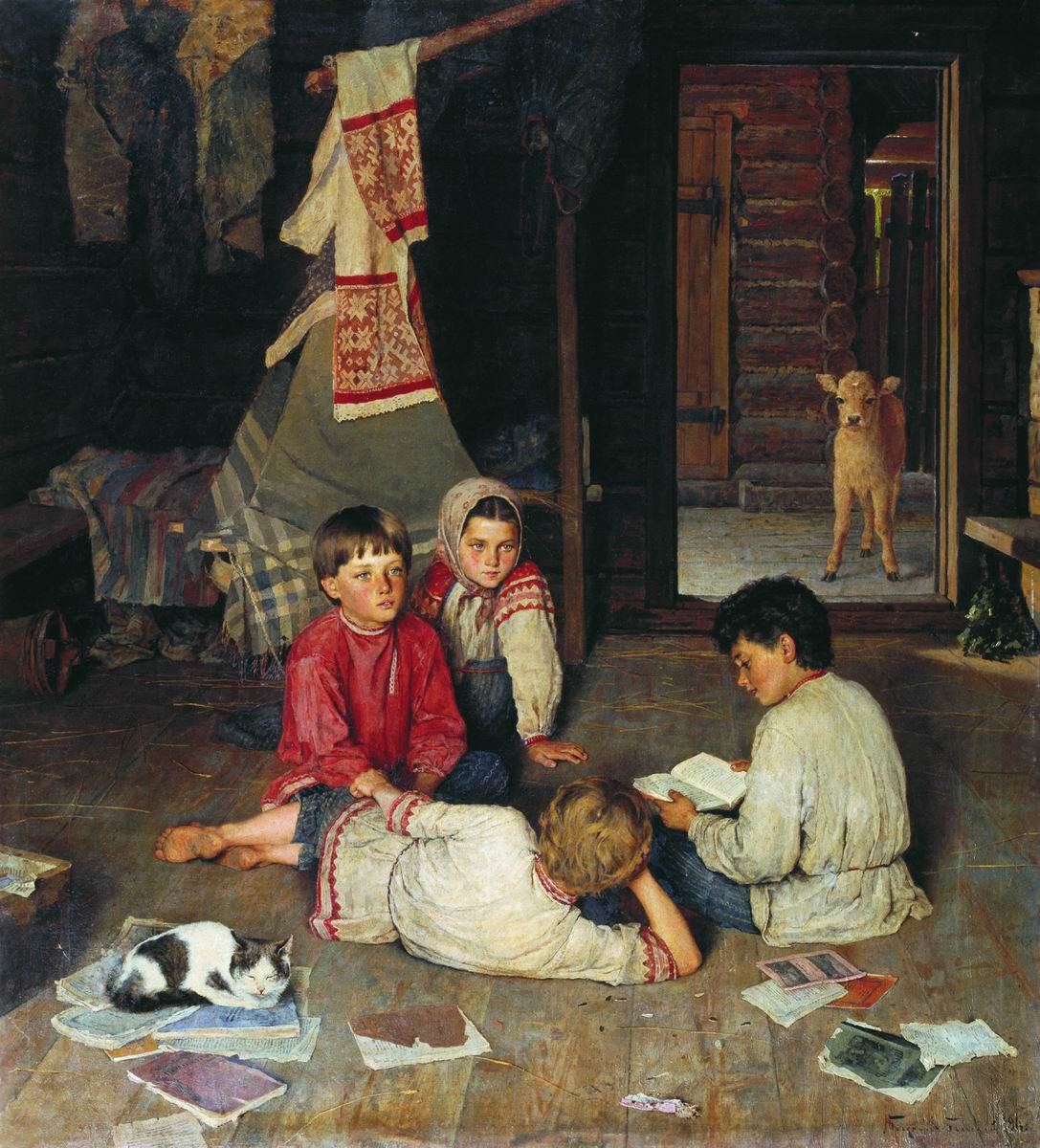
Н. П. Богданов-Бельский «Новая сказка» (1891).

Русская народная сказка (до XVII века баснь, байка) — эпическое художественное произведение русского народа, преимущественно прозаического, волшебного и авантюрного или бытового характера с установкой на вымысел (определение Э. В. Померанцевой); один из основных жанров фольклорной прозы. Русские сказки отражают старинный быт, обычаи и порядки.

## История

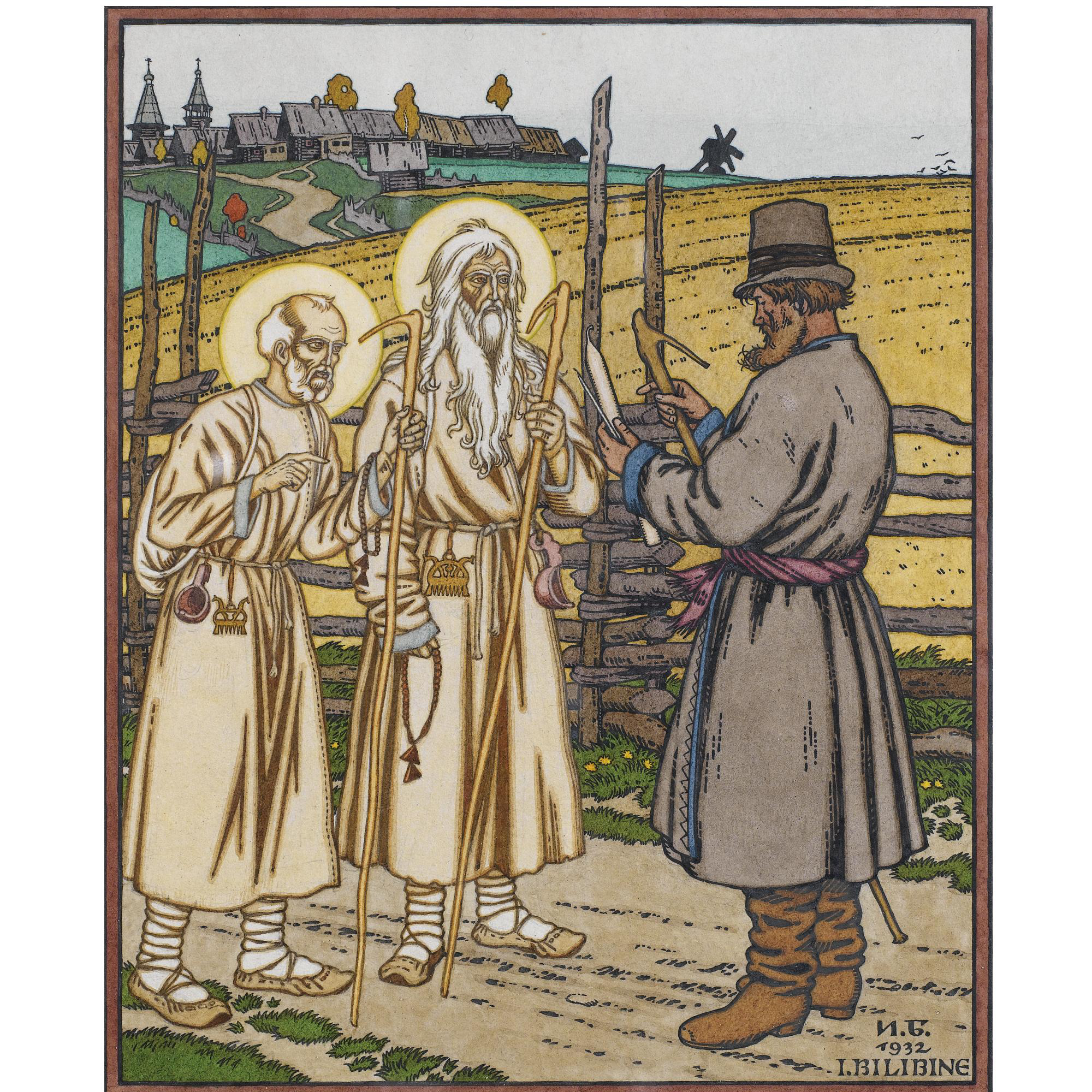
Иллюстрация к сказке о пророке Илие и святом Николае, Иван Билибин, 1932

В древнерусском языке для обозначения жанра сказки употреблялось слово — «баснь», «байка», от глагола «баять» — «рассказывать, говорить», а сказочников называли «бахарями». В памятнике древнерусской письменности «Слово о богатом и убогом» в описании отхода ко сну богатого человека, среди окружающих его слуг упоминаются и такие, которые «бают» и «кощунят», то есть рассказывают сказки. Самые ранние сведения о русских сказках относятся к XII веку.

## Изучение
Исследователь русской сказки Владимир Яковлевич Пропп считал, что русская «сказка содержит какие-то вечные, неувядаемые ценности». В русских сказках всегда повествуется о чём-то невозможном в реальной жизни, но фантастический вымысел заключает в себе идею, то есть в вымысле есть и жизненная правда, которая выражается сильнее, чем если бы повествование велось без вымысла.
Морально-психологический смысл русских сказок выявлен Александром Николаевичем Ужанковым на основе разработанного им подхода символической интерпретации их текста.

### Классификация сказок

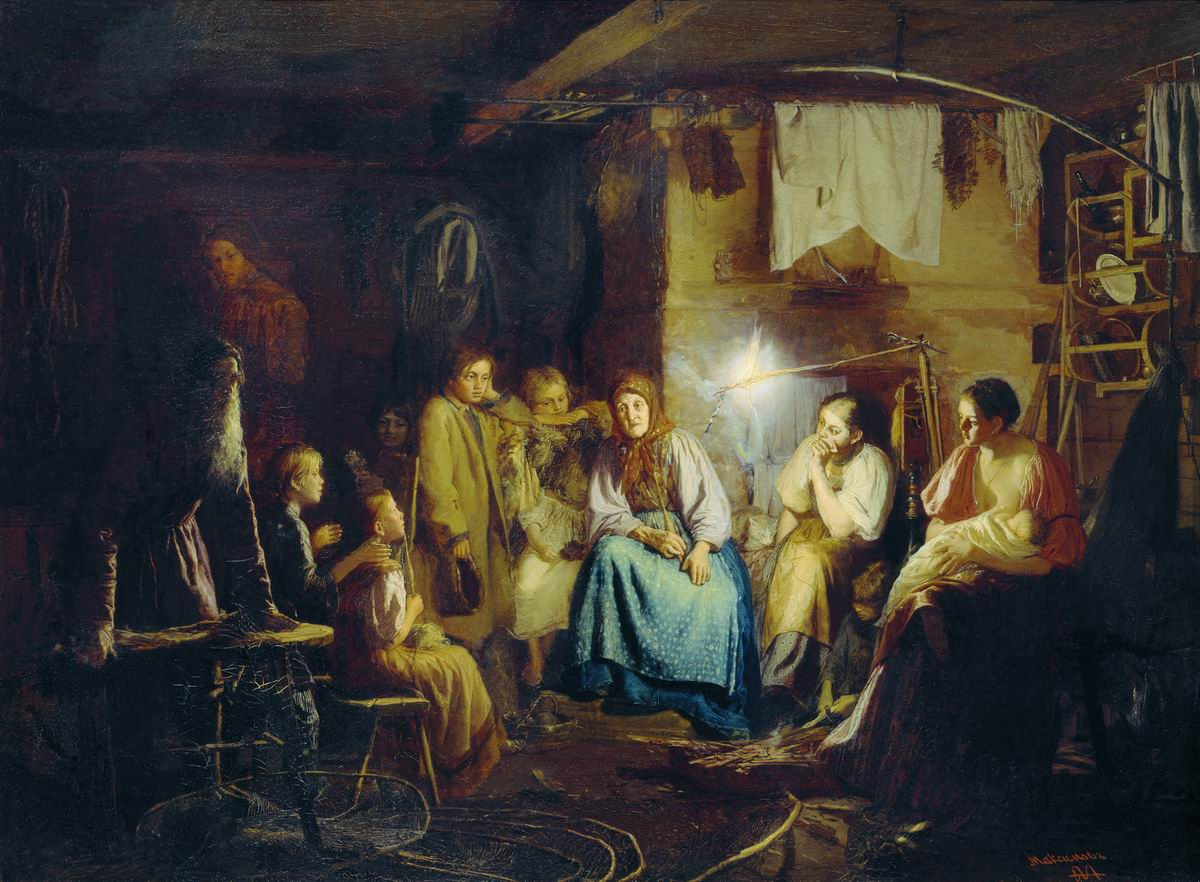
В. М. Максимов «Бабушкины сказки» (1867).

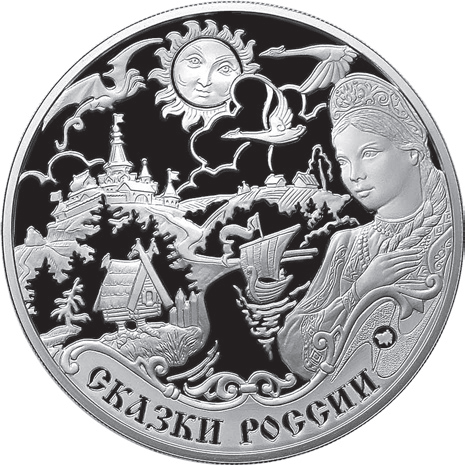
Монета Банка России — Серия: Легенды и сказки стран ЕврАзЭС: Сказки России. 3 рубля, реверс.

Виды народных сказок очень разнообразны и носят как в народной среде, так и в научном обороте различные названия.
Литературная энциклопедия 1929—1939 годов делит русские народные сказки на несколько видов:
- о животных;
- волшебные;
- новеллистические (включает анекдотические и эротические);
- легендарные;
- пародии и дразнилки;
- детские.

Э. В. Померанцева выделяла четыре основные группы сказок:
- о животных (имевших первоначально производственное и магическое значение в охотничьем быту);
- волшебные (большинство которых вышло из народного мифотворчества, сохранив черты экзогамии, культа предков, матриархата);
- авантюрные;
- бытовые.

В. Я. Пропп делит сказки на:
- волшебные;
- кумулятивные;
- о животных, растениях, неживой природе и предметах;
- бытовые или новеллистические;
- небылицы;
- докучные сказки.

## Список некоторых народных сказок
Баба-Яга, Бычок — смоляной бочок, Лиса и волк, Глиняный парень, Гуси-лебеди, Диво дивное, чудо чудное, Журавль и цапля, Заюшкина избушка, Зимовье зверей, Иван-крестьянский сын и чудо-юдо, Иван-царевич и Серый волк, Как лиса училась летать, Каша из топора, Колобок, Крошечка-Хаврошечка, Курочка Ряба, Лиса, заяц и петух, Лиса и тетерев, Лисичка со скалочкой, Марья Моревна, Три медведя, Медведь липовая нога, Морозко, Мужик и медведь, Никита Кожемяка, Пузырь, соломинка и лапоть, По щучьему веленью, Пойди туда — не знаю куда, принеси то — не знаю что, Репка, Сестрица Алёнушка и братец Иванушка, Сказание о роскошном житии и веселии, Снегурочка, Сивка-бурка, Теремок, Терёшечка, Царевна-Лягушка, Петушок — золотой гребешок.